# Kreuzbergerkenntnis

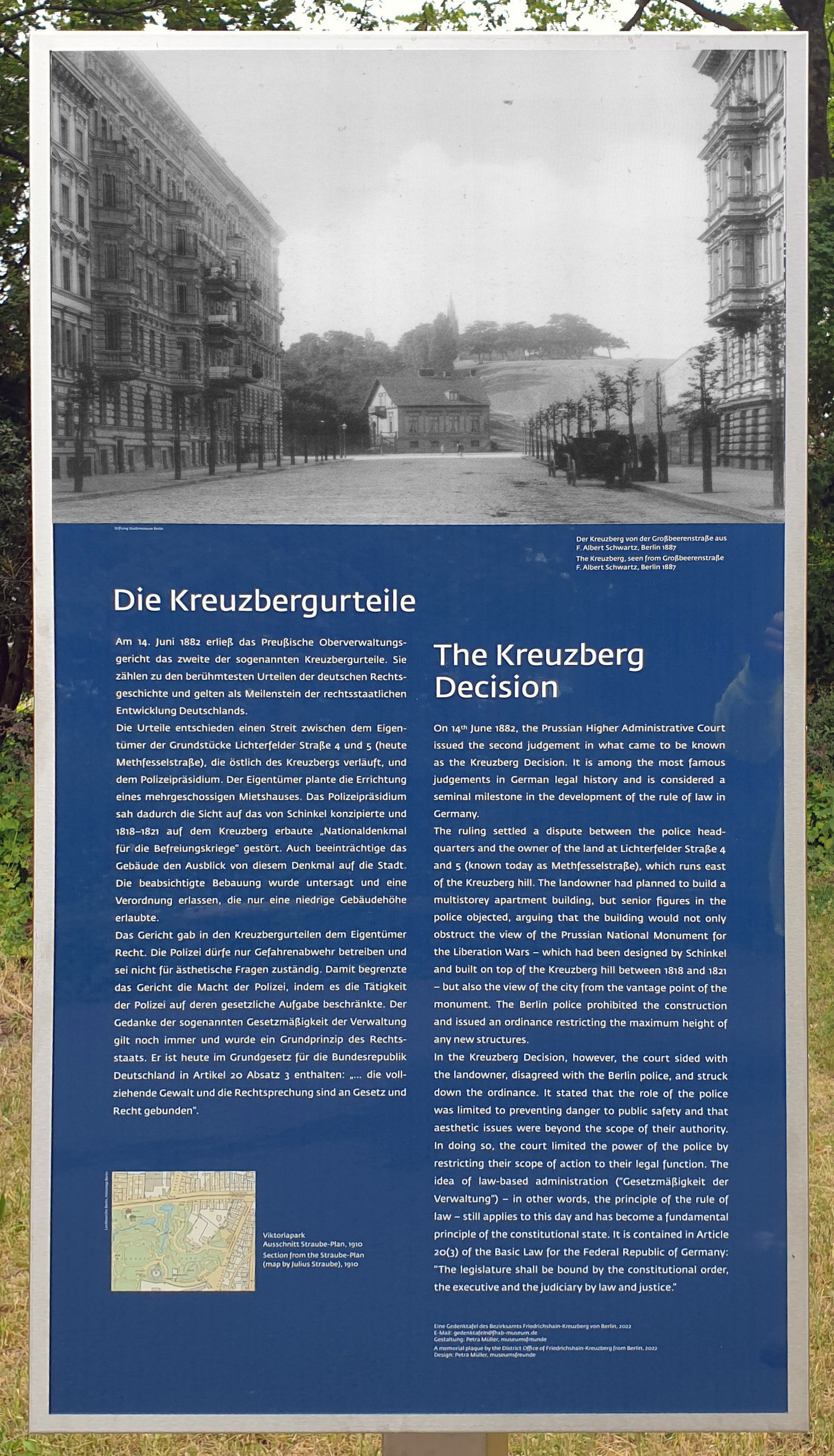
Gedenktafel am Fuße des Kreuzbergs

Das sogenannte Kreuzbergerkenntnis (auch: Kreuzbergurteil) ist ein Urteil des Preußischen Oberverwaltungsgerichts mit Sitz in Berlin vom 14. Juni 1882, mit dem das Gericht die polizeiliche Gewalt einschränkte, um die Gewaltenteilung zu gewährleisten, und die Entpolizeilichung der öffentlichen Verwaltung einleitete.
In der Sache ging es darum, dass das Berliner Polizeipräsidium eine Verordnung erlassen hatte, die den Eigentümern der Grundstücke rund um den Berliner Kreuzberg verbot, Gebäude über einer bestimmten Höhe zu errichten. Zweck dieses Verbots war, die Sicht auf das bereits 1821 errichtete Nationaldenkmal für die Befreiungskriege freizuhalten. Dem Eigentümer eines nahegelegenen Grundstücks war deswegen eine Baugenehmigung versagt worden, wogegen er geklagt hatte.
Das Oberverwaltungsgericht erklärte die Polizeiverordnung für unwirksam mit dem Argument, die Baupolizei sei nur für die Abwehr von Gefahren zuständig, nicht aber für die Wahrung ästhetischer Interessen.
Das Urteil war insofern bahnbrechend, als es klarstellte, dass stadtplanerische Gestaltung nicht zu den Aufgaben der Polizei gehört. Politikgeschichtlich war es ein Zeichen für das Ende des Polizeistaates absolutistischer Prägung, in dessen Verständnis „Polizei“ so viel bedeutete wie „eine gute Ordnung“, auch einschließlich dazugehöriger Wohlfahrtsaufgaben (Wohlfahrtspflege). Das Aktionsfeld der Polizei wurde damit auf die Aufgabe begrenzt, gesetzwidrigen Handlungen oder Zuständen entgegenzutreten; die (aktive) Gestaltung des sozialen Lebens wurde ihr dadurch versagt. Die Verwaltungsrechtsprechung stellte mit dem Urteil die Weichen für den bürgerlichen Rechtsstaat.